# Бьянцано
Бьянца́но (итал. Bianzano) — коммуна в Италии, располагается в регионе Ломбардия, в провинции Бергамо.
Население составляет 569 человек (2008 г.), плотность населения составляет 85 чел./км². Занимает площадь 7 км². Почтовый индекс — 24060. Телефонный код — 035.
Покровителем населённого пункта считается святой Рох.

## Демография
Динамика населения:

## Администрация коммуны
- Официальный сайт: http://www.comune.bianzano.bg.it/